# Robert Grecu
Robert Ionuț Grecu (Pitești, 2 giugno 1998) è un calciatore rumeno, attaccante della Speed Academy Pitești.

## Caratteristiche tecniche
È un'ala destra.

## Carriera
Cresciuto nel settore giovanile del Viitorul Costanza, debutta fra i professionisti il 22 settembre 2015 giocando con l'Academia Hagi l'incontro di Cupa României vinto 2-1 contro l'Acad. Clinceni, proprio grazie ad una sua rete. Negli anni seguenti viene ceduto in prestito prima al FCSB, dove debutta in Liga I, poi in seconda divisione ad Argeș Pitești, Petrolul Ploiești e Daco-Getica Bucarest.
Nel 2019 passa a titolo definitivo all'Astra Giurgiu, con cui gioca due incontri ad inizio campionato prima di trasferirsi all'Argeș Pitești, club della sua città natale dove aveva militato per sei mesi nel 2018; al termine della stagione centra la promozione in prima divisione.

## Statistiche
Statistiche aggiornate al 14 aprile 2020.

### Presenze e reti nei club
| Stagione        | Squadra              | Campionato      | Campionato | Campionato | Coppe nazionali | Coppe nazionali | Coppe nazionali | Coppe continentali | Coppe continentali | Coppe continentali | Altre coppe | Altre coppe | Altre coppe | Totale | Totale | Totale |
| Stagione        | Squadra              | Comp            | Pres       | Reti       | Comp            | Pres            | Reti            | Comp               | Pres               | Reti               | Comp        | Pres        | Reti        | Pres   | Reti   |        |
| --------------- | -------------------- | --------------- | ---------- | ---------- | --------------- | --------------- | --------------- | ------------------ | ------------------ | ------------------ | ----------- | ----------- | ----------- | ------ | ------ | ------ |
| set. 2015       | Academia Hagi        |                 | -          | -          | CR              | 1               | 1               |                    | -                  | -                  |             | -           | -           | 1      | 1      |        |
| 2017-gen. 2018  | FCSB                 | L1              | 2          | 0          | CR              | 0               | 0               | UCL                | 0                  | 0                  |             | -           | -           | 2      | 0      |        |
| gen.-giu. 2018  | Argeș Pitești        | L2              | 24         | 4          | CR              | 1               | 0               |                    | -                  | -                  |             | -           | -           | 25     | 4      |        |
| 2018-gen. 2019  | Petrolul Ploiești    | L2              | 11         | 1          | CR              | 0               | 0               |                    | -                  | -                  |             | -           | -           | 11     | 1      |        |
| gen.-giu. 2019  | Daco-Getica Bucarest | L2              | 15         | 2          | CR              | 0               | 0               |                    | -                  | -                  |             | -           | -           | 15     | 2      |        |
| lug.-ago. 2019  | Astra Giurgiu        | L1              | 2          | 0          | CR              | 0               | 0               |                    | -                  | -                  |             | -           | -           | 2      | 0      |        |
| ago. 2019-2020  | Argeș Pitești        | L2              | 19         | 0          | CR              | 0               | 0               |                    | -                  | -                  |             | -           | -           | 19     | 0      |        |
| 2020-2021       | Argeș Pitești        | L1              | 25         | 3          | CR              | 1               | 0               |                    | -                  | -                  |             | -           | -           | 26     | 3      |        |
| Totale carriera | Totale carriera      | Totale carriera | 98         | 10         |                 | 3               | 1               |                    | 0                  | 0                  |             | -           | -           | 101    | 11     |        |